# 羅柏號驅逐艦 (DD-147)
羅柏號驅逐艦（舷號DD-147）是一艘美國海軍建造的驅逐艦，為維克斯級驅逐艦的73號艦。她是美軍第一艘以羅柏為名的軍艦，以紀念美西戰爭時期的海軍軍官傑西·羅柏（Jesse M. Roper）。
羅柏號在1918年於克雷普父子造船廠開始建造，在同年下水，於1919年服役，其時第一次世界大戰已經結束。稍後羅柏號分別在大西洋及遠東亞洲艦隊執勤，並在1922年退役封存。1930年羅柏號重返現役，在太平洋及大西洋之間作訓練用途，期間美國作家羅伯特·海萊因曾為本艦艦長，後因肺結核而永久退役。第二次世界大戰爆發後，羅柏號派往大西洋海域作中立巡航，護航商船。1943年羅柏號改為高速運輸艦，先後參與地中海戰役及沖繩戰役。1945年羅柏號遭神風特攻隊自殺飛機擊傷，返國後戰爭已經結束，旋即退役除籍，並在1946年出售拆解。